# Passiflora sanguinolenta
Passiflora sanguinolenta là một loài thực vật có hoa trong họ Lạc tiên. Loài này được Mast. & Linden mô tả khoa học đầu tiên năm 1868.